# Strada in Chianti
Strada in Chianti è una frazione del comune di Greve in Chianti, in provincia di Firenze.
È il paese più prossimo a Firenze dell'intero comune grevigiano, da cui dista circa 12 km. Si è molto sviluppato negli ultimi anni, con un forte incremento demografico, dovuto proprio alla sua vicinanza con il capoluogo di provincia. Si trova ad un'altezza di circa 300 metri s.l.m. e perciò ha un clima favorevole, anche nei mesi più torridi, rispetto al centro della città. La terza domenica del mese di settembre ricorre la fiera del Paese.
Il territorio stradese comprende le seguenti borgate: la Martellina, Mezzano, la Presura, Santa Cristina e Sezzate tutte situate a pochissimi chilometri dal paese.

## Storia
Strada prende il nome da via strata, cioè lastricata. Che secondo alcuni storici si trattava del tracciato di età Claudia (circa 200 d.C.) della via Cassia. Fino alla fine dell'Ottocento era possibile vedere una parte di questo lastricato in una delle tre corti di origine longobarda.

## Luoghi di interesse
Nella chiesa dedicata a San Cristoforo si trova un bel crocifisso ligneo (in olivo) decorato da Neri di Bicci (1440 circa). La chiesa dopo i recenti restauri (1990) che ne hanno riportato alla luce l'originario abside sotto l'attuale altare è di prima del mille.
Sembra che i Longobardi, allora presenti nel paese con alcuni spedali (nell'attuale borgo) abbiano fatto costruire la Chiesa su un fortilizio etrusco.

## Strada in Fiera
La terza domenica di settembre si celebra la Fiera. Il territorio stradese è suddiviso in cinque Rioni: Borgo, Martellina, Palagione, Poggerino e Ruota Cappellina.
In passato erano organizzate corse con i cavalli, nella settimana della Fiera, dove si sfidavano le cinque contrade. La tradizione era, però, andata via via spegnendosi fino a scomparire. Da qualche anno il paese è tornato ad animarsi con Strada in Fiera. Durante la terza settimana di Settembre i Rioni si sfidano nella Giostra: una serie di giochi di vario tipo (dal torneo di briscola, al calciobalilla, al calcetto passando per il ballo e la pallavolo). Le gare iniziano il lunedì per terminare il sabato. La domenica vi è la Sfilata conclusiva, dove tutti i Rioni cercano di primeggiare, per le vie del paese, attraverso i carri più belli. Al termine della quale viene proclamato il Rione vincitore del Cencio dell'Orcio. Durante la Sfilata è sempre presente un mercato con diversi stand gastronomici.